# Tonga en los Juegos Olímpicos de Río de Janeiro 2016
Tonga participa en los Juegos Olímpicos de 2016 en Río de Janeiro, Brasil, del 5 al 21 de agosto de 2016.

## Participantes
Atletismo
- Siueni Filimone (100 m masculino)
- Taina Halasima (100 m femenino)

Natación
- Amini Fonua (100 m estilo espalda masculino)
- Irene Prescott (50 m estilo libre femenino)

| Atleta      | Evento             | Eliminatoria | Eliminatoria | Semifinal | Semifinal | Final     | Final     |
| Atleta      | Evento             | Tiempo       | Posición     | Tiempo    | Posición  | Tiempo    | Posición  |
| ----------- | ------------------ | ------------ | ------------ | --------- | --------- | --------- | --------- |
| Amini Fonua | 100 m estilo pecho | 1:06.40      | 45.º         | No avanzó | No avanzó | No avanzó | No avanzó |

Taekwondo
- Pita Taufatofua[7]

Tiro con arco
- Arne Jensen
- Lusitania Tatafu